# ヴィクトル・エリツィン
ヴィクトル・ボリソヴィチ・エリツィン（ロシア語: Виктор Борисович Эльцин、1900年〈または1899年〉- 1938年3月1日）は、 ソビエト連邦の政治家レフ・トロツキーの側近。

## 生涯
1900年（または前年）、ロシア帝国モギリョフ県モギリョフに、ユダヤ人革命家ボリス・エリツィンの長男として生まれた。1917年8月からボリシェヴィキとなり、同月から11月までペルミのモトヴィリハ工場で党と労働組合の組織者を務めた。同月から翌1918年4月まではペルミ県非居住者部部長に就き、翌5月から8月までは赤軍東部戦線特別目的部で活動。翌9月にはヴャトカ県ソビエト執行委員会議長に就き、同年から翌1920年までは軍で第27 (ru)・第26狙撃師団の政治部部長と軍事委員を務めた。
翌1921年にはクリヴォイ・ローク鉄鉱地区理事長と党管区委責任書記に就いた。翌1922年に赤色教授学院で学び、1926年に卒業。1921年から1924年までは共産主義アカデミーでも学んでいる。1923年から左翼反対派に属し、1924年から翌1925年まではスヴェルドロフ労働者学部附属改善コースとバウマン・モスクワ高等技術学校で教えた。1926年から翌1927年まではロシア社会主義連邦ソビエト共和国国営出版社 (ru) でレフ・トロツキー選集を編纂し、同時にトロツキーの個人秘書も務めた。
しかし1928年には逮捕されてアルハンゲリスクへと追放され、1937年11月までコミ自治共和国ウフタ・ペチョラ矯正労働収容所で過ごした。そして同月20日に再逮捕され、25日にNKVDトロイカによってロシア共和国刑法第58条10項および11項に基づき死刑判決を下され、翌1938年3月1日にヴォルクタで銃殺された。
父ボリスも1937年に銃殺され、妹もシベリアへと追放され、弟も追放先のフェオドシヤで死去した。